# Collessina pachyneura
Collessina pachyneura är en stekelart som beskrevs av Boucek 1975. Collessina pachyneura ingår i släktet Collessina och familjen puppglanssteklar. Inga underarter finns listade i Catalogue of Life.